# Sông Cô
Sông Cô (tên khác: Sông Long Ba, Suối Cái) là một con sông đổ ra Sông Kỳ Lộ. Sông có chiều dài 33 km và diện tích lưu vực là 347 km². Sông Cô chảy qua các tỉnh Bình Định, Phú Yên.